# Skagi
Skagi (isl. "półwysep") – półwysep w północnej Islandii, położony pomiędzy zatokami Húnaflói na zachodzie i Skagafjörður na wschodzie. Północna część półwyspu, zwana Skagaheiði, jest pagórkowata, pokryta licznymi jeziorami i bagnami. Południowa część jest górzysta - poszczególne pasma górskie osiągają od około 700 do 1050 m n.p.m.

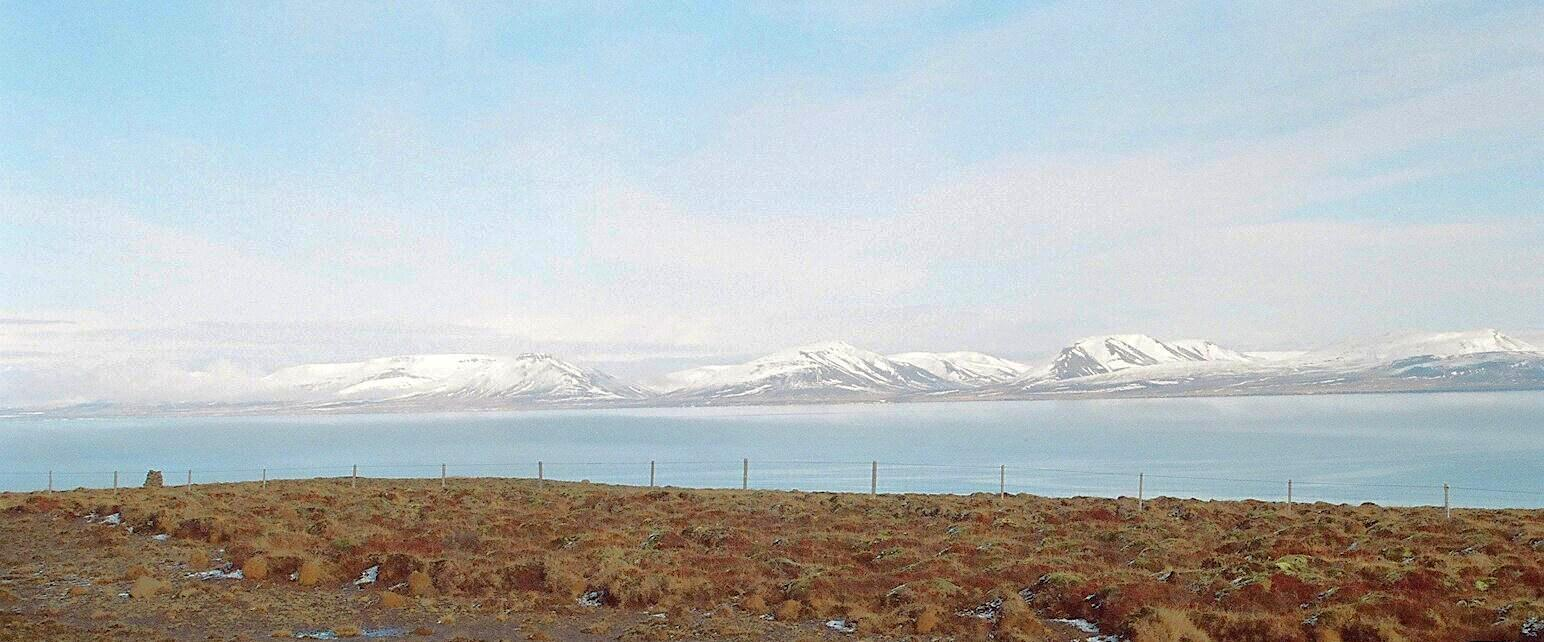
Widok na półwysep Skagi z półwyspu Vatnsnes

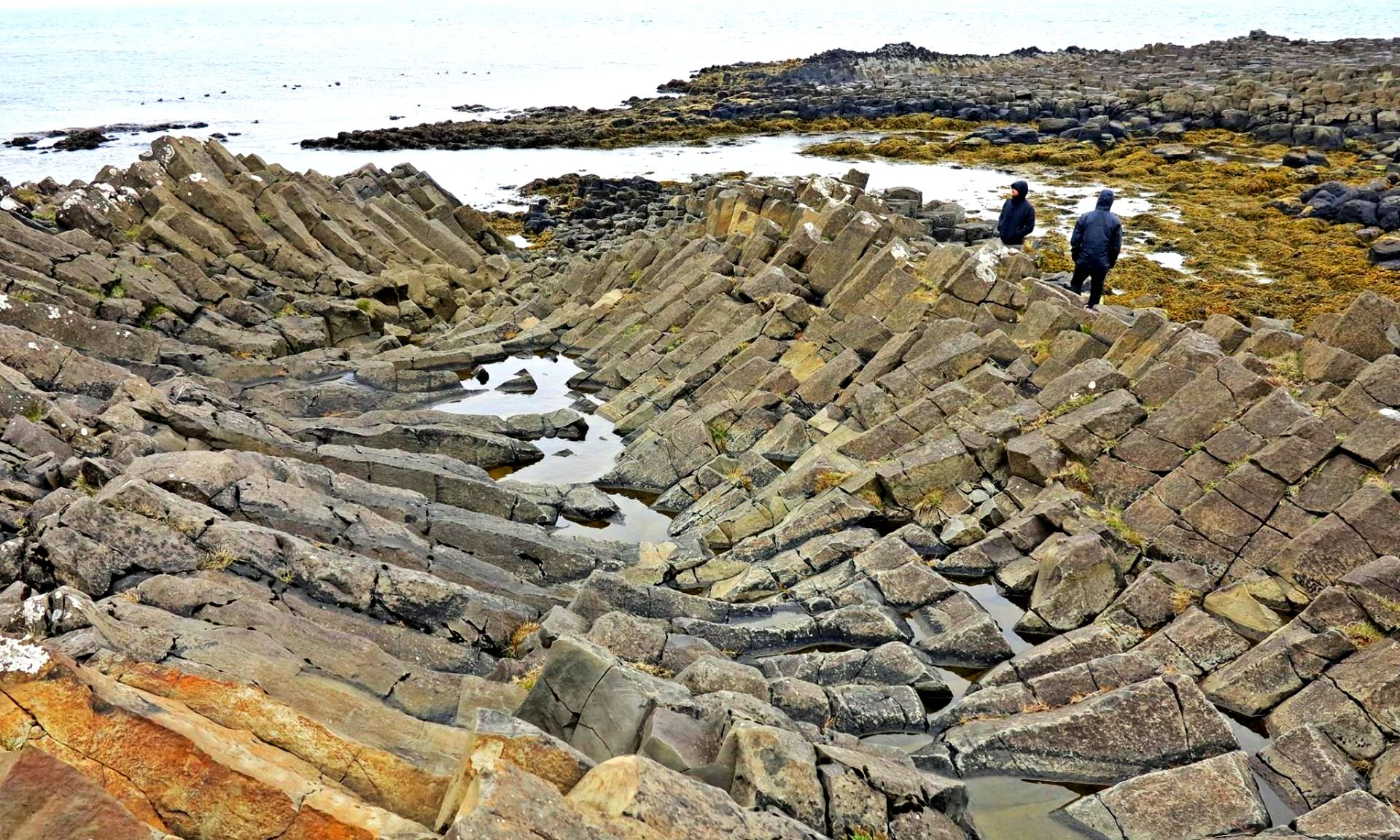
Kolumny bazaltowe w zatoce Kálfshamarsvík

Ważniejsze miejscowości na półwyspie to: Blönduós, Skagaströnd i Sauðárkrókur. Wschodnia część półwyspu podzielona jest między gminy Blönduósbær, Skagabyggð i Skagaströnd, zachodnia natomiast wchodzi w skład gminy Skagafjörður.
Atrakcją turystyczną półwyspu jest niewielka zatoka Kálfshamarsvík, znana z klifu zbudowanego z kolumn bazaltowych.